# Liberté (album de Khaled)
Pour les articles homonymes, voir Liberté (homonymie).
Albums de Khaled
Best Of Khaled
(2007) C'est la vie
(2012)
Singles
1. Même pas fatigué feat. Magic System
Sortie : 2 mars 2009
2. Papa
Sortie : 2009

Liberté est le sixième album du chanteur algérien Khaled sorti en 2009.

## Présentation
L’album est produit par Martin Meissonnier et a été enregistré en France et en Égypte. C’est le premier album studio de Khaled à présenter du matériel original après une interruption de cinq ans.
L'album marque un virage vers un son plus acoustique orienté Raï.  Cependant, contrairement à son travail précédent, l'album incorpore des éléments de la musique diwane, comme on le voit sur le morceau "Gnaoui" Il présente également des performances de cordes égyptiennes enregistrées au Caire,. L'album a été enregistré en studio dans des conditions live pour reproduire l'énergie de ses performances live,. Le sens du titre "Liberté" a été décrit par l'artiste comme l'accession à la liberté au prix de l'innocence. Khaled décrit "Sidi Rabbi" comme une prière de repentance pour toute douleur qu'il a causée à ses parents. L'album comprend deux reprises de deux chansons de l'artiste algérien Blaoui Houari ; "Zabana" et "Papa". Zabana est un hommage à Ahmed Zabana, le premier homme exécuté par les Français à Oran pendant la révolution algérienne,, tandis que «Papa» est un hommage à la mémoire de son père. "Papa" est une chanson écrite par le musicien français Philippe Gouadin. The Guardian, vendredi 8 mai 2009, en examinant le CD, a commencé par le commentaire que "Khaled, le "roi de Rai", est devenu une célébrité à travers l'Europe et le Moyen-Orient au début des années 1990, provoquant des scènes dignes de la Beatlemania ..." et a noté que le nouveau CD continuait son "intérêt croissant pour les styles acoustiques". Le 21 novembre 2009, Khaled a interprété des morceaux de l'album au MGM Grand Las Vegas.

## Liste des titres
| 1.      | Hiya Ansadou (Intro)                  | Khaled                                                | Martin Meissonnier, Matthias Weber                   | 1:23 |
| 2.      | Hiya Ansadou                          | Khaled                                                | Martin Meissonnier, Matthias Weber                   | 4:49 |
| 3.      | Raïkoum (Intro)                       | Khaled                                                | Cheikha Rimitti, Martin Meissonnier, Matthias Weber  | 1:20 |
| 4.      | Raïkoum                               | Khaled                                                | Cheikha Rimitti, Martin Meissonnier, Matthias Weber  | 4:50 |
| 5.      | Ya Bouya Kirani                       | Khaled, Mohamed Ben Triki                             | Blaoui Houari, Martin Meissonnier, Matthias Weber    | 6:23 |
| 6.      | Gnaoui                                | Khaled                                                | Martin Meissonnier, Matthias Weber                   | 5:39 |
| 7.      | Zabana                                | Blaoui Houari, Khaled, Hamani Lattari                 | Blaoui Houari, Martin Meissonnier, Matthias Weber    | 8:19 |
| 8.      | La liberté (Intro)                    | Khaled                                                | Martin Meissonnier, Matthias Weber                   | 2:41 |
| 9.      | La liberté                            | Khaled                                                | Martin Meissonnier, Matthias Weber                   | 4:33 |
| 10.     | Soghri                                | Khaled, Kourbali                                      | Martin Meissonnier, Matthias Weber                   | 4:35 |
| 11.     | Sidi Rabbi                            | Khaled                                                | Mohamed Hafif, Martin Meissonnier, Matthias Weber    | 5:35 |
| 12.     | Yamina (Intro)                        | Khaled                                                | Ahmed Wahby, Martin Meissonnier, Matthias Weber      | 2:27 |
| 13.     | Yamina                                | Khaled                                                | Ahmed Wahby, Martin Meissonnier, Matthias Weber      | 4:20 |
| 14.     | Papa                                  | Blaoui Houari, Philippe Gouadin, Khaled               | Philippe Gouadin, Martin Meissonnier, Matthias Weber | 5:24 |
| 15.     | Sbabi Ntya                            | Khaled                                                | Abdelwaheb Zaim, Martin Meissonnier, Matthias Weber  | 4:44 |
| 16.     | Ya Mimoun (Intro)                     | Khaled                                                | Martin Meissonnier, Matthias Weber                   | 1:12 |
| 17.     | Ya Mimoun                             | Khaled                                                | Martin Meissonnier, Matthias Weber                   | 4:54 |
| 18.     | Même pas fatigué (feat. Magic System) | A’salfo, Manadja, Tino, Goudé, Khaled, Aurélien Mazin | Kore, Bellek                                         | 3:23 |
| 1:13:08 |                                       |                                                       |                                                      |      |

## Clips vidéo
- 2009 : Même pas fatigué (feat. Magic System)
- 2009 : Raïkoum

## Classements
| Charts                       | Meilleure position |
| ---------------------------- | ------------------ |
| Belgique (Wallonie Ultratop) | 95                 |
| France (SNEP)                | 51                 |